# 羅小黒戦記
『羅小黒戦記』（ロシャオヘイせんき、中国語: 罗小黑战记、拼音: Luō xiǎo hēi zhàn jì、英題：The Legend of Hei）は、中国の漫画家・アニメ作家のMTJJ（木頭）と彼のアニメスタジオ北京寒木春華動画技術有限会社（寒木春華スタジオ、通称HMCH）が制作したアニメ作品。
原点は、2011年3月17日からMTJJが発表を始めたWEBアニメシリーズ。FLASHアニメで制作した作品を中国の動画共有サイトbilibiliで公開したところ、作中で描かれる黒猫の妖精・羅小黒（ロシャオヘイ）と人間の女の子・小白（シャオバイ）のほのぼのとした日常が次第に評判を呼び、再生回数2.3億回を超える人気アニメに成長を遂げた。
2015年には外伝漫画が描かれ、主人公である猫のキャラクター、シャオヘイも新浪微博などのSNSサイトのアイコンでキャラクター画像が使用されたりキャラクターグッズが販売されたりするなど、中国アニメを代表する作品に成長した。
WEBアニメやキャラクターの人気を受けて出資者が現れ、2019年にはMTJJ自身が監督した同題の劇場アニメ映画『羅小黒戦記』（邦題：『羅小黒戦記 ぼくが選ぶ未来』）も製作された。
2025年、映画の続編『羅小黒戦記2』の日本版吹替の製作が決定し主演のキャストは続投、前作より2年後の話であると報じられた。同時に当WEBシリーズの吹替も製作・放送されるとも報じられた。

## 制作
第1話は、MTJJが節約生活を続けながら半年掛けて1人で完成させた。モチーフとなったのはMTJJがかつて拾って世話をしていた黒い野良猫で、制作費は3000元（約4万6千円）だった。
その後、周りにいたアニメーターの仲間たちとともに作るようになった。制作スタッフはごく少数で、作画が3人ほどでトータルでも10人くらいしかいなかった。映画を作る段階で元々いたスタッフの美術学校の同窓生や後輩たちに声をかけてスタッフを増強し、50人ほどの体制になった。
制作会社の寒木春華スタジオは原作者で監督のMTJJ自身が設立した。そのため、スタジオ自体がコンテンツの権利を所有しており、関連グッズなどの収益もスタジオに直接入ってくる。

## 関連作品

### アニメーション映画
2019年にWEBアニメシリーズの本編より4年前のシャオヘイの活躍を描いた前日譚となる映画が公開された。

### 漫画
2015年より、木頭原作・孫呱作画による外伝的漫画作品「藍渓鎮（ランケイチン） 羅小黒戦記外伝」が発表されている。全ページフルカラーの日本語版がKADOKAWAから発売されている。
映画のさらに過去を描いた外伝的作品で、戦で故郷を失った少女・清凝（チンニン）が、助けてくれた神仙の老君（ロウクン）の弟子となり、医術を学びながら人間や動物の命の価値について悩み成長していく物語。
- 木頭（原作）、孫呱（作画）『藍渓鎮 羅小黒戦記外伝 RAN KEI CHIN The Legend  Of Hei』KADOKAWA、既刊4巻（2024年2月26日現在）
  1. 2021年5月27日発売[11]、ISBN 978-4-04-913563-3
  2. 2022年2月26日発売[12]、ISBN 978-4-04-914069-9
  3. 2023年2月27日発売[13]、ISBN 978-4-04-914799-5
  4. 2024年2月26日発売[14]、ISBN 978-4-04-915421-4